# Franciszek Michejda

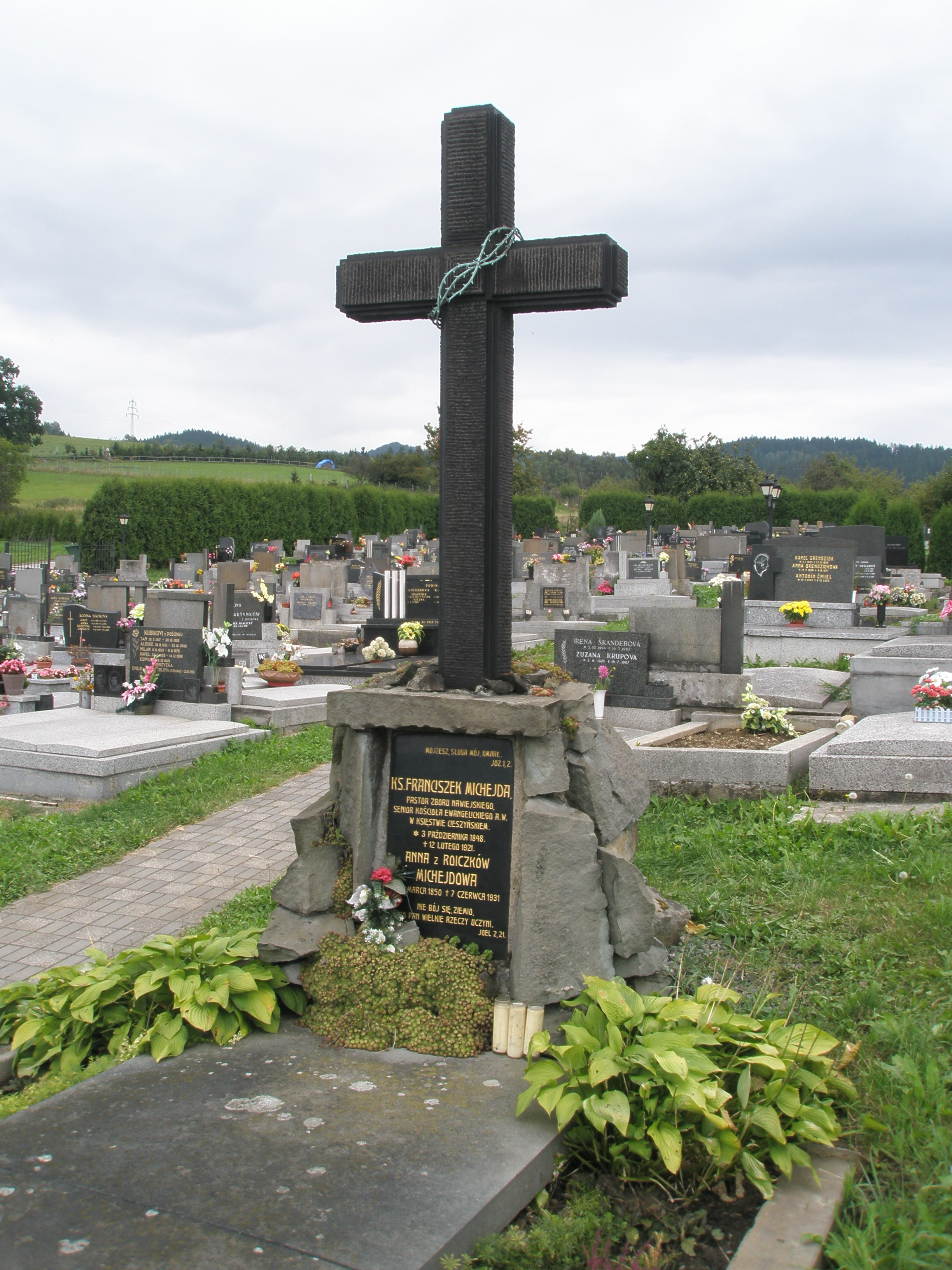
Michejdův hrob na hřbitově v Návsí

Franciszek Michejda (3. října 1848, Albrechtice – 12. února 1921, Návsí) byl evangelický
duchovní a polský národní buditel na Těšínsku.

## Život
Narodil se v rodině rolníka Franciszka Michejdy. Byl nejstarší ze sedmi sourozenců. Absolvoval evangelickou školu v Albrechticích. V letech 1862–1867 studoval na německém evangelickém gymnáziu v Těšíně. Následně studoval teologii na Fakultě evangelické teologie ve Vídni, později na doplňujících studiích v Lipsku a Jeně. Po ukončení studia byl od roku 1871 vikářem v Bílsko-Bělé, později v Brygidowie u Stryje a v roce 1874 se vrátil na Těšínské Slezsko. Zde byl nadále pastorem evangelické církve v Návsí až do konce svého života. Po první světové válce se stal seniorem evangelických církví Těšínského Slezska.
Franciszek Michejda aktivně působil a podporoval několik spolků a vzdělávacích sdružení. Spoluzaložil časopisy "Przyjaciela Ludu" a "Dziennika Cieszyńskiego" a působil jako redaktor čtvrtletníku "Przeglądu Politycznego" a časopisu "Rolnika Śląskiego". Byl předsedou Společnosti evangelické výchovy v Těšíně. V roce 1886 měl rovněž důležitou roli při organizování časopisu „Gazeta Ludowa“ v Ełku a v této záležitosti spolupracoval s publicistou Antonim Osuchowskim. Michejda byl rovněž i členem Ligi Narodowej.
Jeho syny byly právník Władysław Michejda a lékař a politik Tadeusz Michejda, jeho bratrem byl politik Jan Michejda.